# Mancha Real
Mancha Real es una localidad y municipio español de la provincia de Jaén, en la comunidad autónoma de Andalucía. Cuenta con una población de 11 385 habitantes (INE 2024). Además de tener una gran tradición olivarera, forma uno de los núcleos industriales más potentes de la provincia, con un amplio polígono industrial, destacando principalmente los sectores de la madera y la informática como los más consolidados en la industria local. La localidad se encuentra situada a 23 km de la capital provincial.

## Geografía
El municipio ocupa toda la franja este del Área Metropolitana de Jaén, desde el río Guadalquivir, al norte como campiña olivarera, ascendiendo lentamente hasta las estribaciones de Sierra Mágina al sur, donde se encuentran los terrenos forestales del municipio. El poblado de Sotogordo, poblado de colonización junto al río Guadalquivir del siglo XX, también pertenece al término municipal de Mancha Real.
Limita al norte con Begíjar, al sur con Pegalajar, al oeste con Villatorres, Jaén y La Guardia de Jaén y al este con Baeza, Jimena y Torres. Su extensión es de 97,2 km² y se encuentra situado a 19 km de la capital, Jaén.

## Historia

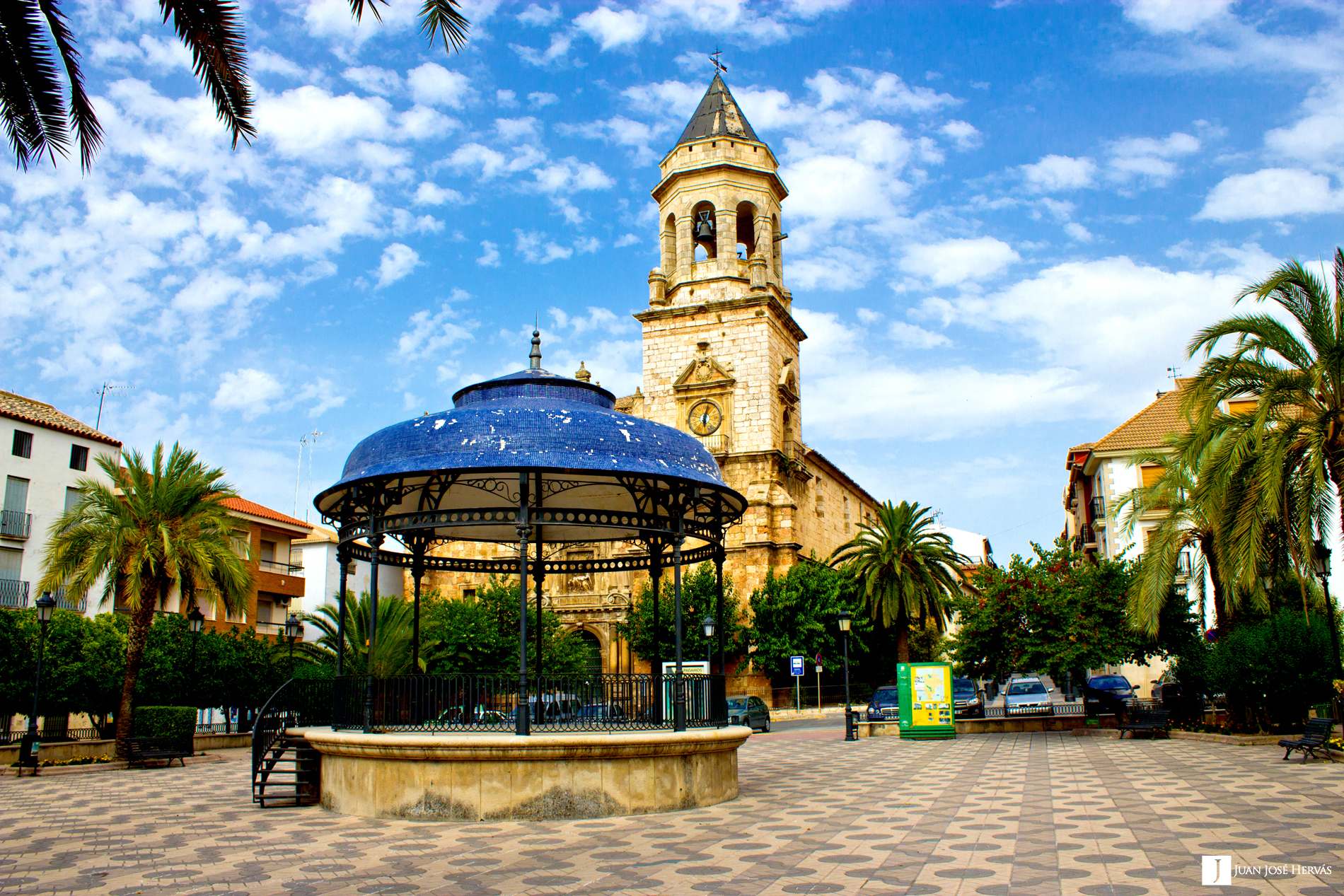
Plaza de la Constitución.

La localidad habría sido fundada por Real Orden de Juana I de Castilla en el año 1537, orden que no se haría efectiva hasta 1539 por el rey Carlos I. En un principio fue dependiente de Jaén y se denominó La Manchuela. En 1557 el rey Felipe II la independiza de la jurisdicción de la capital. En 1653, el 25 de noviembre, para conmemorar la visita realizada por el rey Felipe IV, los justicias de la villa acuerdan que en adelante se llame Mancha Real.

## Economía
En Mancha Real existe un equilibrio claro de la actividad económica, que se reparte entre la olivicultura y la industria oleícola, muy desarrolladas, la industria del mueble de madera, en fuerte crecimiento, la industria de aperos y maquinaria agrícola que, en conjunto, hacen de esta localidad una de los más ricas y dinámicas de la provincia.

### Evolución de la deuda viva municipal
El concepto de deuda viva contempla sólo las deudas con cajas y bancos relativas a créditos financieros, valores de renta fija y préstamos o créditos transferidos a terceros, excluyéndose, por tanto, la deuda comercial.
| Gráfica de evolución de la deuda viva del Ayuntamiento de Mancha Real entre 2008 y 2022                                  |
| |
| Deuda viva del Ayuntamiento de Mancha Real, en miles de euros, según datos del Ministerio de Hacienda y Función Pública. |

## Organización político-administrativa

### Elecciones municipales
| Elecciones municipales desde 1979                     |      |      |      |      |      |      |      |      |      |      |      |      |
|                                                       | 1979 | 1983 | 1987 | 1991 | 1995 | 1999 | 2003 | 2007 | 2011 | 2015 | 2019 | 2023 |
| AP/PP                                                 | -    | 4    | 2    | 2    | 4    | 4    | 4    | 5    | 8    | 6    | 10   | 10   |
| PSOE                                                  | 7    | 7    | 6    | 10   | 4    | 4    | 8    | 7    | 8    | 6    | 6    | 6    |
| VOX                                                   | -    | -    | -    | -    | -    | -    | -    | -    | -    | -    | -    | 1    |
| PCE/IU                                                | 2    | 2    | 1    | 0    | 2    | 1    | 1    | 0    | 1    | 1    | 0    | -    |
| Cs                                                    | -    | -    | -    | -    | -    | -    | -    | -    | -    | -    | 1    | -    |
| MRSM                                                  | -    | -    | -    | -    | -    | -    | -    | -    | -    | 3    | -    | -    |
| AIMR                                                  | -    | -    | 4    | -    | -    | -    | -    | -    | -    | -    | -    | -    |
| ADEMR                                                 | -    | -    | -    | -    | -    | 4    | -    | 5    | -    | 1    | -    | -    |
| PA                                                    | -    | -    | -    | 1    | -    | 0    | -    | -    | -    | -    | -    | -    |
| FADI                                                  | -    | -    | -    | -    | 3    | -    | -    | -    | -    | -    | -    | -    |
| UCD                                                   | 4    | -    | -    | -    | -    | -    | -    | -    | -    | -    | -    | -    |
| En negrilla el partido más votado                     |      |      |      |      |      |      |      |      |      |      |      |      |
| Fuente:Datos de las elecciones municipales desde 1979 |      |      |      |      |      |      |      |      |      |      |      |      |

### Alcaldía
| Periodo   | Nombre                                                                      | Partido      |
| --------- | --------------------------------------------------------------------------- | ------------ |
| 1979-1983 | Manuel Pérez Casas                                                          | PSOE         |
| 1983-1987 | Rafael García Cobo                                                          | PSOE         |
| 1987-1991 | Alfonso Martínez de La Hoz                                                  | PSOE         |
| 1991-1995 | Alfonso Martínez de La Hoz 1994: Sebastián Moral Fuentes                    | PSOE         |
| 1995-1999 | Juan Antonio Linares Rosa 1996: Pedro Cobo del Pozo 1997: Pedro Cuevas Raya | PSOE ADMR PP |
| 1999-2003 | Francisco Cobo Gutiérrez                                                    | PSOE         |
| 2003-2007 | Francisco Cobo Gutiérrez                                                    | PSOE         |
| 2007-2011 | María del Mar Dávila Jiménez 2009: Micaela Martínez Ruiz                    | PP PSOE      |
| 2011-2015 | Micaela Martínez Ruiz                                                       | PSOE         |
| 2015-2019 | María del Mar Dávila Jiménez                                                | PP           |
| 2019-2023 | María del Mar Dávila Jiménez                                                | PP           |
| 2023-act. | María del Mar Dávila Jiménez                                                | PP           |

## Patrimonio

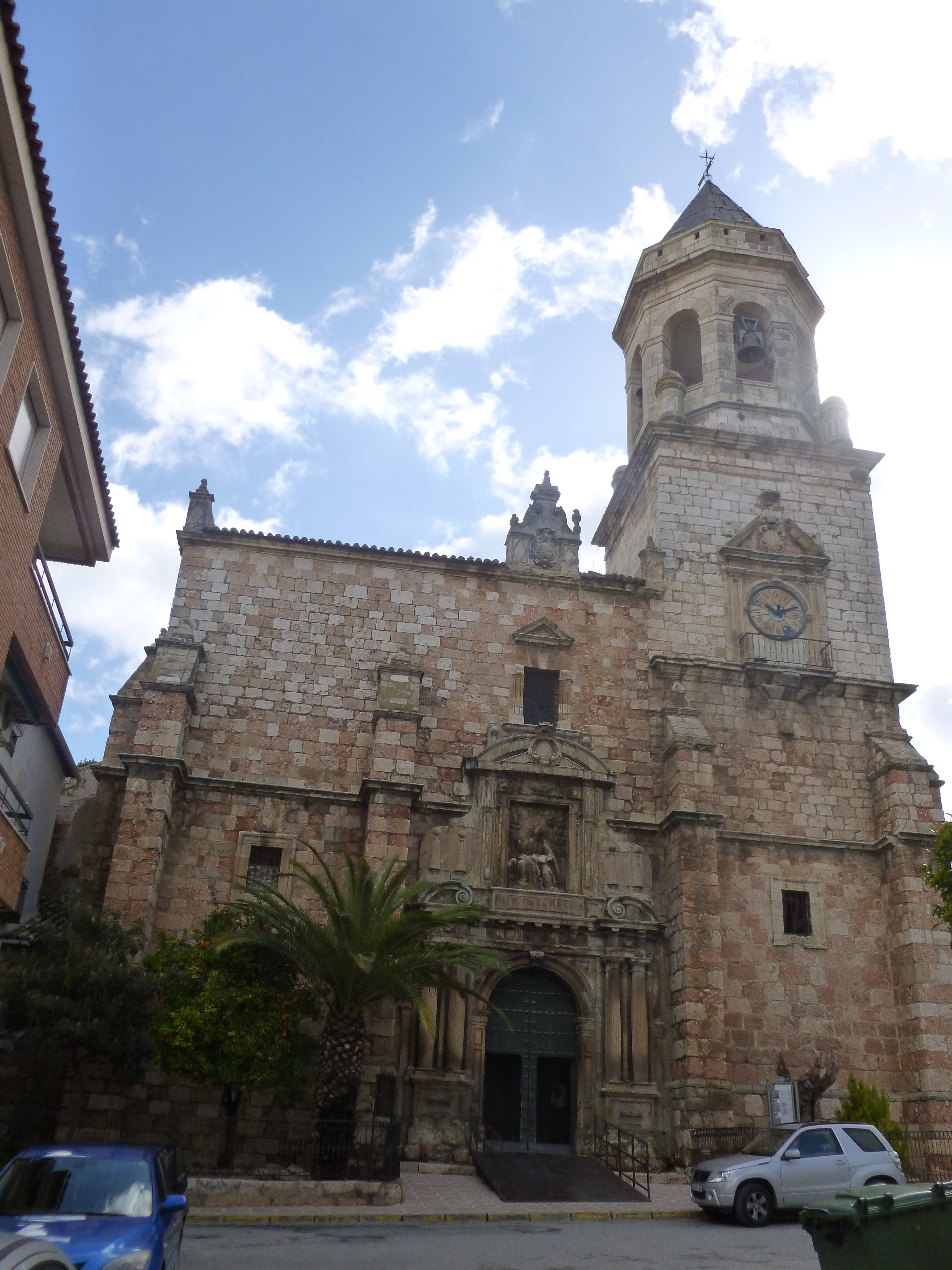
Iglesia de San Juan Evangelista.

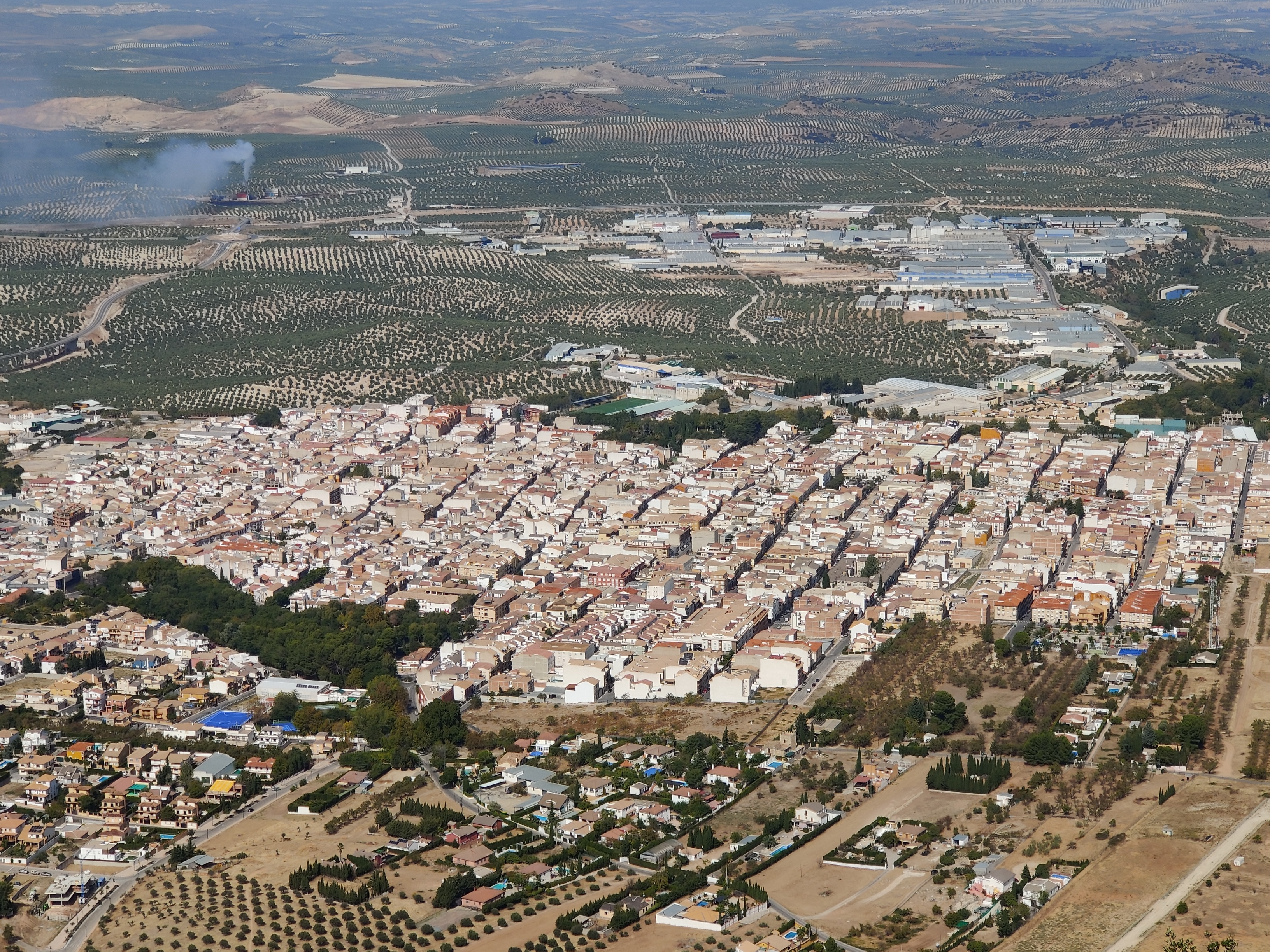
Detalle del núcleo urbano de Mancha Real.

Su iglesia parroquial, dedicada a San Juan Evangelista, fue construida en varias fases entre los siglos XVI y XVIII y está declarada bien de interés cultural con la categoría de monumento histórico desde 1983. Su fachada principal, obra de Juan de Aranda Salazar, es de estilo manierista.
También en el ámbito cultural destacan, en el municipio, su Semana Santa, la falla en honor a San José y las moniduras.

## Gastronomía
Destacan en el municipio las industrias de elaboración de embutidos, donde se han venido elaborando productos naturales conservados en aceite. Unos de los más populares es la morcilla. La receta viene heredada de los tiempos del medievo. Con el paso del tiempo, estos productos ha ido evolucionando y adaptándose, si bien la base de los aliños es casi la misma. Se elabora con estos ingredientes básicos: manteca de cerdo, cebolla y sangre de cerdo. Los aliños principales son: pimentón dulce, canela, pimienta, anís, nuez moscada, clavo, alcaravea, sal, orégano y de manera opcional el tomillo.

## Deporte
Este municipio cuenta con dos clubes de fútbol, la Asociación Deportiva Mancha Real y el Atlético Mancha Real.

## Ciudades hermanadas
- Saint-Georges-sur-Loire (Francia)